# Voreppe
Voreppe és un municipi francès situat al departament de la Isèra i a la regió d'Alvèrnia-Roine-Alps. L'any 2007 tenia 9.655 habitants.

## Demografia

### Població
El 2007 la població de fet de Voreppe era de 9.655 persones. Hi havia 3.652 famílies de les quals 912 eren unipersonals (362 homes vivint sols i 550 dones vivint soles), 1.131 parelles sense fills, 1.310 parelles amb fills i 299 famílies monoparentals amb fills.
La població ha evolucionat segons el següent gràfic:
Habitants censats

### Habitatges
El 2007 hi havia 3.956 habitatges, 3.749 eren l'habitatge principal de la família, 27 eren segones residències i 180 estaven desocupats. 2.267 eren cases i 1.606 eren apartaments. Dels 3.749 habitatges principals, 2.389 estaven ocupats pels seus propietaris, 1.275 estaven llogats i ocupats pels llogaters i 85 estaven cedits a títol gratuït; 115 tenien una cambra, 266 en tenien dues, 598 en tenien tres, 1.107 en tenien quatre i 1.663 en tenien cinc o més. 2.604 habitatges disposaven pel capbaix d'una plaça de pàrquing. A 1.558 habitatges hi havia un automòbil i a 1.888 n'hi havia dos o més.

### Piràmide de població
La piràmide de població per edats i sexe el 2009 era:
| Homes | Edats   | Dones |
| ----- | ------- | ----- |
| 4     | 95 o +  | 8     |
| 8     | 90 a 94 | 12    |
| 28    | 85 a 89 | 48    |
| 24    | 80 a 84 | 72    |
| 72    | 75 a 79 | 120   |
| 84    | 70 a 74 | 140   |
| 136   | 65 a 69 | 184   |
| 216   | 60 a 64 | 216   |
| 308   | 55 a 59 | 296   |
| 412   | 50 a 54 | 352   |
| 344   | 45 a 49 | 340   |
| 332   | 40 a 44 | 324   |
| 380   | 35 a 39 | 420   |
| 352   | 30 a 34 | 320   |
| 316   | 25 a 29 | 288   |
| 252   | 20 a 24 | 228   |
| 444   | 15 a 19 | 304   |
| 344   | 10 a 14 | 320   |
| 348   | 5 a 9   | 332   |
| 276   | 0 a 4   | 244   |

## Economia
El 2007 la població en edat de treballar era de 6.394 persones, 4.593 eren actives i 1.801 eren inactives. De les 4.593 persones actives 4.314 estaven ocupades (2.248 homes i 2.066 dones) i 279 estaven aturades (136 homes i 143 dones). De les 1.801 persones inactives 612 estaven jubilades, 712 estaven estudiant i 477 estaven classificades com a «altres inactius».

### Ingressos
El 2009 a Voreppe hi havia 3.783 unitats fiscals que integraven 9.721,5 persones, la mediana anual d'ingressos fiscals per persona era de 21.809 €.

### Activitats econòmiques
Dels 483 establiments que hi havia el 2007, 7 eren d'empreses extractives, 8 d'empreses alimentàries, 6 d'empreses de fabricació de material elèctric, 33 d'empreses de fabricació d'altres productes industrials, 77 d'empreses de construcció, 94 d'empreses de comerç i reparació d'automòbils, 22 d'empreses de transport, 33 d'empreses d'hostatgeria i restauració, 9 d'empreses d'informació i comunicació, 20 d'empreses financeres, 33 d'empreses immobiliàries, 57 d'empreses de serveis, 57 d'entitats de l'administració pública i 27 d'empreses classificades com a «altres activitats de serveis».
Dels 132 establiments de servei als particulars que hi havia el 2009, 1 era una gendarmeria, 1 oficina de correu, 5 oficines bancàries, 16 tallers de reparació d'automòbils i de material agrícola, 2 autoescoles, 8 paletes, 15 guixaires pintors, 16 fusteries, 11 lampisteries, 10 electricistes, 1 empresa de construcció, 8 perruqueries, 4 veterinaris, 19 restaurants, 10 agències immobiliàries, 2 tintoreries i 3 salons de bellesa.
Dels 27 establiments comercials que hi havia el 2009, 1 era un supermercat, 1 una botiga de més de 120 m², 4 fleques, 3 carnisseries, 1 una peixateria, 2 llibreries, 2 botigues de roba, 1 una botiga d'equipament de la llar, 1 una sabateria, 1 una botiga d'electrodomèstics, 1 una botiga de mobles, 3 botigues de material esportiu, 2 drogueries, 1 una joieria i 3 floristeries.
L'any 2000 a Voreppe hi havia 33 explotacions agrícoles que ocupaven un total de 330 hectàrees.

## Equipaments sanitaris i escolars
El 2009 hi havia 4 farmàcies i 1 ambulància.
El 2009 hi havia 3 escoles maternals i 4 escoles elementals. A Voreppe hi havia 2 col·legis d'educació secundària, 1 liceu d'ensenyament general i 1 liceu tecnològic. Als col·legis d'educació secundària hi havia 648 alumnes, als liceus d'ensenyament general n'hi havia 29 i als liceus tecnològics 290.

## Poblacions més properes
El següent diagrama mostra les poblacions més properes.